# Argelos (Landes)
Argelos település Franciaországban, Landes megyében. Lakosainak száma 162 fő (2022. január 1.). Argelos Bassercles, Beyries, Castaignos-Souslens, Labastide-Chalosse, Lacrabe, Momuy és Poudenx községekkel határos.

## Népesség
A település népességének változása:
| Lakosok száma | 216  | 159  | 181  | 169  | 179  | 166  | 165  | 166  | 166  | 162  |
|               | 1968 | 1982 | 1990 | 2006 | 2013 | 2015 | 2017 | 2019 | 2020 | 2022 |